# Nima Benyaghoub Sani
Nima Benyaghoub Sani (ur. 27 stycznia 1986 r. w Anzali) – irański wioślarz.

## Osiągnięcia
- Mistrzostwa Świata – Poznań 2009 – czwórka podwójna – 13. miejsce[1].